# Hans Höglund
Hans Höglund (Hans Yngve „Honta“ Höglund; * 23. Juli 1952 in Mölndal; † 4. Oktober 2012 in Sätila, Mark) war ein schwedischer Kugelstoßer.
1974 schied er bei den Leichtathletik-Europameisterschaften in Rom in der Qualifikation aus.
Bei den Olympischen Spielen 1976 in Montreal wurde er Achter.
Von 1974 bis 1976 wurde er dreimal in Folge Schwedischer Meister und 1977 Schwedischer Hallenmeister. Für die University of Texas at El Paso startend wurde 1973 und 1975 NCAA-Meister und 1973, 1974 und 1975 NCAA-Hallenmeister.

## Persönliche Bestleistungen
- Kugelstoßen: 21,33 m, 6. Juni 1975, Provo (nationaler Rekord)
  - Halle: 20,67 m, 14. März 1975, Detroit (ehemaliger nationaler Rekord)